# KK100
KK100 (京基100), anteriormente conhecido como Kingkey 100 é um arranha-céu em Shenzhen. O edifício tem 442 metros e contém 100 andares de escritórios e um hotel. 
Ele é atualmente o edifício mais alto de Shenzhen, sendo o 14º edifício mais alto do mundo. 